# Филиас Фог
Филиас Фог (на английски: Phileas Fogg) е главният герой на романа на Жул Верн от 1873 г. Около света за 80 дни.